# Liste der Bodendenkmale in Lindau (bei Kiel)
In der Liste der Bodendenkmale in Lindau sind die Bodendenkmale der Gemeinde Lindau nach dem Stand der Bodendenkmalliste des Archäologischen Landesamts Schleswig-Holstein von 2016 aufgelistet. Die Baudenkmale sind in der Liste der Kulturdenkmale in Lindau (bei Kiel) aufgeführt.
| Denkmal-ID           | Befundart        | Bezeichnung                                           | Zeitstellung | Lage | Bemerkungen | Bild |
| -------------------- | ---------------- | ----------------------------------------------------- | ------------ | ---- | ----------- | ---- |
| aKD-ALSH-Nr. 003 301 | besonderer Stein | Inschriftenstein/Grenzstein/Schalenstein „Düvelstein“ |              |      |             |      |